# 地球解放阵线
地球解放阵线（Earth Liberation Front，缩写为ELF），亦称“Elves”或“The Elves”，是匿名且独立的个人或秘密细胞（covert cell）的统称，根据ELF新闻办公室（Earth Liberation Front Press Office）的说法，他们运用“经济破坏活动和游击战来阻止剥削与环境破坏”。给这种行为以合理说明的思想基础称作再野化。
ELF于1992年在英国布赖顿建立，1994年散布到了欧洲其他地区。它如今是一项全球性的运动，在17个国家都有其发动袭击的报道，且被广泛视为动物解放阵线（ALF）的妹妹，这缘于两项运动间的关联和协作。它采取了与ALF相同的无领袖抵抗模式和类似的指导方针，支持者认为它是一个生态保卫团体，致力于通过利用直接行动来对企业造成经济破坏，以使环境破坏丧失利润动机。
2001年3月，ELF被联邦调查局列为美国“国内恐怖主义”中的顶级威胁，并被划归为“生态恐怖分子”。ELF的指导方针要求代表它行动的个人或团体“采取一切合理的预防措施以避免伤害任何动物（人或其他动物）。”谈到ELF袭击导致的零死亡，FBI反恐部的副助理主管曾说：“我觉得我们是幸运的。要是你纵一回这些火，它们会陷入失控的。”2005年他们亮相于电视节目《60分钟时事杂志》，这个名称开始为人所知。

## 组织架构与目标
ELF针对与伐木、基因工程、转基因作物、森林开伐、运动型多用途车（SUV）业务、城市延伸、农村簇群和豪宅开发、能源生产和销售，以及形形色色的其他活动相关的设备和企业进行“破坏阻挠”，它们都被ELF控以剥削地球、环境和居民之罪。
地球解放阵线没有正式的领导层、等级制度、成员或官方发言人，并且是彻底分散化的；而是由选用该称呼为名义的个人或细胞构成。众所周知，个人一般在称为细胞的亲密团体中做事，通常自筹资金。
手段包括对那些行动主义者认为被用于伤害动物、人或环境的财产实施破坏行动，要么用工具使之失效，要么纵火摧毁。这些行动有时叫做生态性破坏，但是他们的行动在美国和英国有显著区别。
杰弗里·吕尔斯因向一家经销商的运动型多用途车（SUV）投燃烧弹而服刑，刑期从二十二年零十个月修改成十年，他述说了ELF何以存在，还有他们为何遵循当初为该运动而公布的准则：
|  | ELF的目标是制止那些对环境令人难以置信的伤害行为，并帮助建立环境的可持续性。 ELF和类似团体之所以会存在，有一个原因。即它们由于策略的有效性而得到了许多主流人士的支持。 更重要的，ELF受到如此多的支持，是因为，在一个有暴力倾向的世界里，ELF始终不渝地坚守了其信条：永不使生命处于受伤害的危险中。 |

ELF行动主义者实施经济破坏活动有诸多不同理由，一份新闻公报声称为2000年12月反对城市延伸的一起纵火负责，说明了采取行动的细胞的动机。正如ELF们通常所做的，他们主张，焚毁房屋是非暴力的，因为已搜寻过其中所有活着的生物了；这是在环境运动内部争议颇大的一个问题。
|  | 在这个星球上有超过六十亿人，其中约三分之一或饥或贫。为富人建房更不应被优先考虑。 森林、农场和湿地正在被茫茫一片房屋、化学绿草坪、柏油路和被轹死的动物（roadkill）所取代。农田正在被土地开发者收购，因为无力与廉价的、转基因的、浸透农药的企业化食品（corporate food）竞争。已经到了要决定何者更重要的时候了：是星球与居民的健康，还是那些糟蹋者的利益。 |

一切阻止环境破坏并坚持绝对非暴力准则的直接行动，都可被认为是一次ELF的行动。经济破坏和财产损毁是公开的指导方针中的要点：

- 使那些从（生物物理）环境的毁坏和开发中获利者遭受最大的经济损失。
- 向公众揭露所施加给地球和地球上生活的所有物种的暴行，并教育他们。
- 采取一切合理的预防措施以避免伤害任何动物（人或其他动物）。

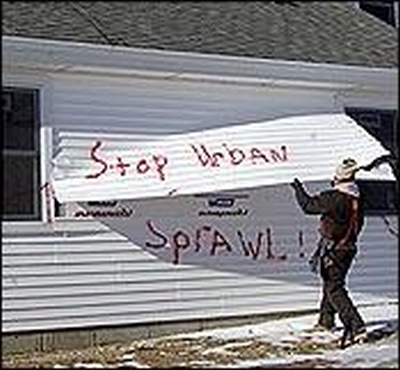
“停止城市延伸”被喷涂在一所价值数百万美元的房子上，以抗议开发行为。美国的巨无霸豪宅是ELF频繁进攻的一个目标。

很平常也极其著名的袭击中，有些针对的是称为巨无霸豪宅的高价房屋，这是ELF运动中被频繁进攻的一个目标。在发给北美ELF新闻发言人，随后公布在《E/The Environmental Magazine》上的一份通告中，该团体在2001年宣布：
|  | 无庸置疑，城市延伸已经让长岛近90%的栖息地变了样，通过使之物理地消失、铺上路或者用有毒人造物质污染的方式，把它们弄得不受欢迎或无法支撑大多数物种。 |

### 新闻办公室
北美地球解放阵线新闻办公室（North American Earth Liberation Front Press Office，缩写为NAELFPO或ELFPO）于2008年10月重新开始运转，接受来自行动主义者的匿名通告，为的是向新闻界和大众公布，来讨论这类行动背后的动机、思想观点和历史。
克雷格·罗斯布劳（Craig Rosebraugh）从1997年至2001年9月初担当着北美ELF新闻办公室的一名非官方发言人。对于罗斯布劳或者其他非官方发言人是否真的与相关的细胞有联系，令人疑窦丛生，尽管新闻办公室声称他们不知道ELF成员的身份。

### 支援网络
囚犯支援网络帮助ELF的囚徒们，例如自由精神-地球解放犯支援网络（Spirit of Freedom - ELPSN）是一家英国网站，列出了所有的地球解放囚犯以及众多其他的良心犯。在比利时、意大利、北美和波兰也有ELF支援网络笼统地协调囚犯的援助工作，还有网站针对特定的囚徒，例如：罗德·科罗纳多（Rod Coronado）、杰弗里·吕尔斯（Jeff "Free" Luers）、丹尼尔·麦高文（Daniel McGowan）、布莉安娜·沃特斯（Briana Waters）和崔·艾罗（Tre Arrow）。网络向他们的支持者和其他支援团体分发他们在狱中的作品，有时为他们的案件所需的经济援助募集资金。

### 哲学观点
自称是地球解放者的激进环境主义者里面，各色人等云集，思想理论多样各异。这些人中包括：动物解放者、反资本主义者、绿色无政府主义者、深层生态学者、生态女性主义者和反全球化者。
ELF们主张，为了协助地球解放运动（也被称为生态抵抗运动，并作为激进环境主义运动的一部分），非法的直接行动是必不可少的。ELF提出，这同ALF为动物解放运动所做的阐述办法相类似。动物解放者靠合法活动“另辟蹊径”，地球解放者也有意用与之同样的方式，通过生态性破坏（ecotage）的行动支援现存的公开环境组织，尤其是地球优先！。

## 起源

### 英国

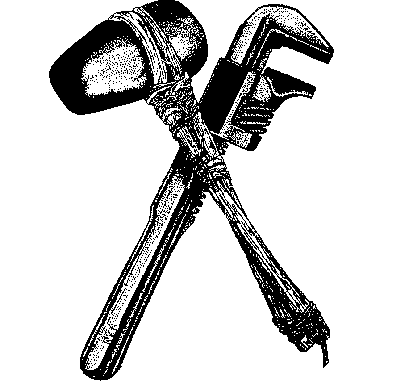
地球优先！的标识：活动板手和石头锤子。

地球解放阵线由地球优先！（EF!）环境运动的成员于1992年在英国布赖顿的首次全国集会上成立。当时，EF!已经声名远扬，所以人们根本上关心的是保持这样受欢迎的状态，不牵扯上公然的违法活动。对此没有达成一致意见，但在运动中间得到普遍认可的是，英国EF!还会继续提倡和关注公民不服从和群众示威。如果人们想参与生态性破坏（ecotage）的行动，就采用“地球解放阵线”的新称呼，其名字和指导方针得自动物解放阵线（ALF），那是运用直接行动来解放动物或蓄意破坏利用动物的公司的另一个运动。不言而喻，要吸引尽可能多的人投身到这项崭新事业中去，意图使ELF迅速鹊起，如ALF般影响赫赫，那么准则的简明易懂是关键因素。

#### 地球之夜（Earth Night）
第一次ELF行动不得而知或无案可查，然而最著名的首批行动之一是1992年愚人节的地球之夜（Earth Night），即行动主义者组织的一回实施生态性破坏（ecotage）的夜晚活动，这也是生态性破坏中最早期的一次。ELF们也众所周知地把目标对准过泥炭公司Fisons，它被指责破坏泥炭沼泽，造成价值£50,000-70,000的损失。属于该公司的泵、卡车和其他机器被毁，时逢从事合法活动的地球之友已提倡了两年对该公司的抵制。《绿色无政府主义者》（Green Anarchist）杂志公布了带有来自ELF的要求的通告：
|  | 为了植物、动物和我们的国家遗产的利益，我们的所有泥炭沼泽都必须被全面保护起来。犬儒地捐点小钱将毫无助益。水位会下降，沼泽会干透并死去，除非它被彻底地保护。Fisons绝对别碰它——马上！ |

#### 地球优先！杂志（Earth First! Journal）
在《地球优先！杂志》（Earth First! Journal）的1993年9-10月号中，一篇佚名文章宣布英格兰ELF创立。它说，ELF是从英国EF!运动里分离出来独立从事生态性破坏活动者的运动，完全着重在公开的直接行动。作者提到，与寻求公众注意的ALF不同：“ELF的细胞，出于安全原因，其活动不会告知新闻界，且不声称为行动负责。”

## ELF在海外的发展

### 欧洲
ELF很快在1994年前传遍欧洲，行动首先现身荷兰、德国、俄罗斯、斯堪的那维亚、新西兰、意大利、爱尔兰、波兰、西班牙、法国和芬兰，于是全球就开始用起了这个名字。地球解放阵线被广泛视为动物解放阵线的妹妹，这缘于两项运动间的关联和协作。人们相信，细胞们迅速地在新国家组建起来，是由于地球优先！向全球的拓展以及这两个团体之间的联系。英国ELF成员也不停地接触志同道合的行动主义者，让他们了解ELF及其手段，还有特别针对法国、西班牙、德国和荷兰的传教士。
两年内，德国和波兰的麦当劳被肆意破坏过，而在荷兰和德国，阿姆斯特丹机场遭破坏，汽车被捣毁，猎塔（hunting tower）被损坏，大概是从ALF类似的反狩猎行动中得到的启发。

### 北美洲

#### 加拿大的ELA
已知在北美的首次地球解放行动于1995年发生在加拿大，出自一个自称地球解放军的团体之手。那时候，欧洲ELF成员把他们当作“大西洋彼岸的同胞”。1995年6月19日在不列颠哥伦比亚省，ELA焚毁了一座野生生物博物馆，并损坏了一所猎舍。

#### 美国
1996年哥伦布日，行动主义者在俄勒冈州的一间公关办公室和一家麦当劳餐厅的墙上喷涂“504年的种族灭绝”和“ELF”，这是ELF在美国最早的行动。接着，同一家餐厅的锁被胶粘住，并被再次涂上字，但这回是为了支持两位分发反麦当劳传单的行动主义者麥誹謗案。第二天，据报道，还是在俄勒冈州，另外两家麦当劳餐厅的锁被ELF行动主义者粘住了。当年唯一的另一起行动是在圣诞节，密歇根州的一家毛皮养殖场遭突袭，有150只貂被五大湖ELF放生回野外。

#### 墨西哥
2008年11月末，一个自称“直接袭击的生态无政府主义者细胞”（西班牙語：eco-anarquista por el ataque directo）的团体宣称为近来的若干行动负责，其中包括：扔在墨西哥城地铁（西班牙語：tren férreo）上的半打燃烧瓶，蓄意破坏Telmex电讯集团的燃烧弹，扔在Banamex银行的一台ATM上的一只燃烧瓶。这些袭击的发生据称是“作为一种‘抗议’新建墨西哥城（联邦特区）和墨西哥州的铁路线（12号线）的方式；由于它的建设，已经有许多树木被砍倒，全部的家庭被逐出，土地被征用，好几公顷的绿地随后被开伐。”
这首轮行动之后不久，地球解放阵线（西班牙語：Frente de Liberación de la Tierra）宣称为一些行动负责，包括2008年12月30日对一台建筑机械的破坏，在墨西哥国立自治大学（UNAM）的纵火，以及2009年3月22日在哈利斯科州瓜达拉哈拉市对施工设备的纵火。

## 著名的袭击：1998年-2009年
1998年/1999年
ELF因为一系列行动而吸引了全国的目光，为他们赢得了生态恐怖分子和美国国内头号恐怖威胁之一的称号。这是因为之前的10月19日，科罗拉多州韦尔市的一家滑雪场着火，损失为1200万美元。在给新闻界的一份通告中，ELF说：
|  | 韦尔公司已经是北美最大的滑雪公司了，现在还想进一步扩张。12英里（19）长的道路和885英畝（3.58平方）大的皆伐区将毁灭这个州最后的、最好的猞猁栖息地。将利润置于科罗拉多州的野生生物之上，这是不可饶恕的。 |

行动还包括破坏输电线、点燃一家运动型多用途车（SUV）经销商和焚毁一个伐木中心（造成1百万美元的损失）。ELF们为当地报纸写道“让这成为给所有贪婪而不尊重生态系统的跨国公司的一个教训，”多数行动发生在俄勒冈州。案件中的被告后来在FBI的“逆火行动”（Operation Backfire）中被起诉，其中包括17起毁坏财产的行动。
ELF接着在跨年日用一颗汽油弹对密歇根州立大学放火，造成110万美元的损失，原因是他们的转基因生物工程。次日，商业伐木设备被放了火，一辆卡车被喷涂上“ELF”和“到地狱去伐”。2008年3月，四位行动主义者因这两起纵火而受到指控。
2000年
11月27日在科罗拉多州，ELF烧毁了传奇山脊（Legend Ridge）宅第，并给《博尔德周报》（Boulder Weekly）送去便条，写道“革命万岁！”损失估计有250万美元。
2001年
3月，属于俄勒冈州Joe Romania经销商的总共三十辆运动型多用途车（SUV）被点燃，损失估计达1百万美元。该行动据称是要支持杰弗里·吕尔斯，他把目标对准过同一家经销商，当时正在法院面对指控。他被判二十二年监禁，后改判为十年。
5月21日，一场大火破坏了西雅图华盛顿大学城市园艺学中心（Center for Urban Horticulture）的实验室、办公室和文件资料，导致总计达7百万美元的损失。纵的火毁坏了20年来收集的研究和植物藏品和藏书。ELF误以为大学参与了对白杨的基因工程，事實上没有基因工程在进行，基于此而宣称负责。紧接着这次袭击，FBI的一名女发言人在俄勒冈州波特兰市说：“我认为，ELF毫无疑问正在加大赌注”。
11月21日，ELF成员伊恩·华莱士（Ian Wallace）清晨在密歇根州荷顿市的密歇根理工大学校园中的两幢建筑外安放了纵火装置。装置却失灵了，在2009年3月21日，华莱士因此事件而被法官罗伯特·霍姆斯·贝尔（Robert Holmes Bell）判处入狱三年，他说华莱士“并不打算伤害任何人，（但）这犯了重罪。”华莱士被定罪后说道，“我为我所做的事深感羞愧，”他说，“我最值得庆幸的是无人受伤。”
2003年
8月1日，圣迭戈的一幢含206个独立产权单元房的公寓遭破坏，留在现场的横幅写道“你们造，我们就烧”，署名“ELF们狂怒了”。火焰直窜到估计有200英尺（61）高的空中，一百多名消防队员奋力扑火，之后，共计损失为5千万美元。这次破坏是该运动针对一个目标经济上打击最大的一次行动，而当地的一个自然保存团体认为该行动没有什么意义，提到说“你可以去把东西烧掉，但它同样会被再建起来。”恰好三周后，125辆运动型多用途车（SUV）和悍马被点燃，引起总共350万美元的损失，现场被喷涂上了“我爱污染”，一个月以后，在圣迭戈建的房屋又被盯上了，这回的损失估计有45万美元。
2006年
FBI在2006年1月内的最新报告表示，已有超过1,200起“犯罪事件”，华盛顿州的一所接近完工的、9,600平方英尺（890平方）大、价值3百万美元的房子被付之一炬。先驱网（Herald Net）报导说，一条床单横悬前门，恐吓词句喷涂上头。
2008年
最近的ELF纵火案之一报导于3月3日早上，在华盛顿州回声湖（Echo Lake），2007年建的西雅图梦幻街道（Seattle Street of Dreams）里，爆炸装置引起其中四幢价值数百万美元的房屋失火，导致7百万美元的损失。当局把此行为叫做“国内恐怖主义”，因为此前发现“ELF”喷上了红字，嘲笑这种房子对环境友好的说法：“绿色营建？不，是黑的！农村簇群发展（RCD）中的巨无霸豪宅并不绿色。ELF。”一个犯罪学教授回击说：“真正令人遗憾的事情是，许多公民将因ELF的目标是环境而同情他们。”
2009年
3月23日，ELF认领了墨西哥哈利斯科州瓜达拉哈拉市一辆挖土机的燃烧事件。在近来的许多匿名通告中，ELF向《咬回去》（Bite Back）描述说：“也许我们还没有用这些行动瓦解掉现行的统治秩序，但崩坍由此开始。”
9月4日，ELF宣称为使用一辆偷来的挖土机推倒华盛顿州西雅图市附近属于KRKO电台的两座AM无线电塔负责；他们认为无线电波不安全。
一位得克萨斯州人被捕，是由于建筑工人发现有个无法开动的施工车辆上被涂写了“被ELF拆报废的又一辆牵引车”这样的话。

### 其他运动

#### 地球解放军（ELA）与環境突襲隊（Environmental Rangers）
被用于认领生态性破坏（ecotage）的名称中，除了ELF以外，第一个重要的报道是在1998年10月，地球解放軍的一些建筑和四部升降椅着火而造成1200万美元损失负责。
两年后在俄勒冈州，三辆运动型多用途车（SUV）被放置在车底的汽油罐彻底摧毁，同时ELA号召其他人“继续战斗，使谋害（生物物理）环境的行为丧失利润动机。”杰弗里·吕尔斯（Jeff Luers）随后被判犯有纵火罪，与ALF和ELF的其他被告一起成为逆火行动（Operation Backfire）案的一部分。还有其他团体也造成了与ELF差不多的破坏，2001年有报道说称作“生态性破坏”（ecotage）的“生态恐怖主义”袭击增多了。这些包括ELF、ELA和采取类似手段的“环境突击队员”（Environmental Rangers）所用的这又一个名字。行动主义者还使用“鼹鼠”（The Moles）、“灰狼”（The Grey Wolves）、“西国野生生物细胞”（Westcountry Wildlife Cell）、“生态-动物保卫分队”（Eco-Animal Defense Unit）和“生态保卫激进旅”（Radical Brigades for Ecological Defence）等等其他名字。

#### 环境生命部队（Environmental Life Force）
环境生命部队是首个使用爆炸和纵火装置来促进亲环境的事业的激进团体，也被称为原始ELF（Original ELF）。它由约翰·汉纳（John Hanna）建立，他是该团体中唯一一个因对联邦财产使用炸弹而被逮捕和判刑的成员。虽然它是一支生态游击队性质的实体，与十五年后才形成的现在的ELF（地球解放阵线）有着相近的哲学观，但两个团体之间没有正式联系，而且地球解放阵线的创始人们甚至可能并不知道环境生命部队的存在。尽管如此，书面联络已经确认：在原始ELF创办三年后建立地球优先！的戴夫·佛曼（Dave Foreman），在20世纪80年代中期与汉纳有过沟通，这是在地球解放阵线创建之前，佛曼同地球优先！运动断绝关系之后。

## 警方的反应，以及定罪

### 首次拘捕ELF
1994年，荷兰当局和警方提出，英国ELF行动主义者正到外国去造成破坏，该组织对此持异议，随之而来的是，当年晚些时候第一位行动主义地球解放犯（ELP）被捕，后受指控。他叫做保罗（Paul S.），因为在荷兰针对道路建筑工地进行了18月长的故意破坏活动，而遭拘留并被起诉。荷兰政府试图断言他患有精神错乱，因为他除了关心环境以外，无法为他的行为提供任何政治理由。这没能成功，该囚犯以损害财产罪被判处三年徒刑。

### 英国警方搜捕
由于环境运动和动物解放运动日趋增加的声望，并因为每天估计发生五起ALF行动，警方对动物权利与环境行动主义者执行了一系列突击抓捕。包括意大利的一个个人在内，共搜查了55个家庭，看有无可疑的ALF和ELF行动主义者。警方未能因任何违法活动而起诉任何人，直至1996年1月16日，有六个人被指控进行了五年ALF/ELF活动。一年后，他们因为以动物和地球解放的名义谋划煽动直接行动，而各被判刑三年。

### 逆火行动（Operation Backfire）

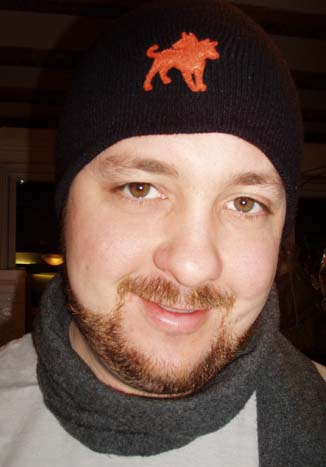
丹尼尔·麦高文（Daniel G. McGowan）在FBI的“逆火行动”（Operation Backfire）中被指控犯有纵火和同谋两种罪行。他为避免无期徒刑而认了罪，没有去作对他的共同被告人不利的证词，而其中却有人已对他这么做了。

绿色恐慌（Green Scare）一词影射担心共产主义者渗透美国社会的红色恐慌时期，是由环境行动主义者推广的一个称呼，用来指美国政府对激进环境主义运动提起的法律诉讼。
人们知道，这最早见于2002年，正是紧接着2月12日名为“生态恐怖主义的威胁”的国会听证会而至的，会上讨论了地球解放阵线（ELF）和动物解放阵线（ALF）等团体。2005年末和2006年初，作为“逆火行动”（Operation Backfire）的一部分，美国大陪审团用与“在动物权利和环境事业名义下的暴力行为”相关的各式罪名，起诉了共18位行动主义者。根据FBI的说法，这些行为中有许多是代表ELF进行的，而这被认为是美国历史上对环境行动主义者规模最大的逮捕行动之一。
逆火行动导致切尔西·道恩·格拉赫（Chelsea Dawn Gerlach）、威廉·罗杰斯（William C. Rodgers）和丹尼尔·麦高文（Daniel McGowan）被捕。
2008年，FBI把交出四个嫌疑犯的赏金提高到了5万美元。这四个人（两个美国人和两个加拿大人）据信已由墨西哥逃离美国，并可能藏在叙利亚、俄罗斯、中国或印度。加强缉捕令的声明正值韦尔爆炸案十周年之际宣布。

## 与ALF的合作

### 哲学观点
“动物与地球解放阵线”（Animal & Earth Liberation Front）或“地球与动物解放阵线”（Earth & Animal Liberation Front）（分别对于ALF和ELF来说）的称呼通常用在进行一次内含环境问题的动物解放行动的地方。亦或一次以某种方式包括动物解放或营救的ELF行动；例如保护森林的行动。这两个名字还被用于参与直接行动，通过破坏财产来解放动物和保卫地球的激进行动主义者。这依照动物/地球解放阵线的准则行事；由两团体共同来认领。
- 激进的环境主义者把ELF看作是动物解放阵线的环境类派别，认为它实际上充当的是生态-ALF（Eco-ALF）。[28]这么说的证据包括像“西国野生生物细胞”（Westcountry Wildlife Cell）和后来的 “ALF：生态-动物保卫分队”（ALF: Eco-Animal Defense Unit）之类的名字被使用过。[36]
- ELF也被视为ALF的妹妹，[7]因为比该运动晚16年形成，且缘于其指导方针和名字本身就得自之的事实。[3]
- 尽管两运动仅在1996/1997年结成过同盟，但追溯到两名称被正式共用之前，已知有罗德·科罗纳多（Rod Coronado）等行动主义者同时活跃于ALF和ELF。[75]

从前的ELF行动者诺埃尔·莫兰（Noel Molland）在斯蒂芬·贝斯特（Steven Best）的《燎起一场革命：捍卫地球的声音》（Igniting a Revolution）中写道：
|  | ELF的创始者希望人们能即刻了解ELF如何运作以及其目标为何，于是就想让激进的环境主义者们基于相同的准则来做事，并持有相似的名义。 |

### 历史
在20世纪90年代中期，ELF在英国的一分支“西部野生生物分队”（Western Wildlife Unit）为多起以动物权利为主题的直接行动负责。生态性破坏（ecotage）都在林地动物的名义之下，包括钉树钉，还剑指钓鱼者。然而在美国，直到一段时间以后，才有人共同联名宣称负责。
莫兰也写道，ALF与ELF首次已被确认的行动是在1997年3月14日，“动物解放阵线：生态-动物保卫分队”（Animal Liberation Front - Eco-Animal Defense Unit）认领了俄勒冈州一片皆伐区的47棵树被钉（spiking）事件。仅仅几个月之前，五大湖ELF就袭击过毛皮养殖场，同样突显了动物权利和环境主义在直接行动中的重叠相合。这些团体的意图是为了说明，他们所袭击的养殖场是动物与地球解放阵线的成员联手努力的成果。
五天后，“地球与动物解放阵线湾区细胞”认领了加利福尼亚大学当时仍在修建中的一所动物研究实验室爆炸案。同样地，当年晚些时候，即11月29日，又有一次ALF与ELF的联名认领，这回释放了500只野马并烧了柏恩斯土地管理局，以抗议土管局将野马驱赶到一起并加工为马肉出售的企图。
可是，这一种断言同南方贫困法律中心的相抵触，它确定，两运动间的首次合作事件比这些早了6个月，在1996年10月27日，ALF与ELF都为向俄勒冈州底特律市一辆林业局的卡车投燃烧弹负责。然后过了三天，两个团体都承认在美国林业局橡脊市公园管理处（Oakridge Ranger Station）纵火，损失530万美元。
后来有报导称，在湾区细胞袭击毛皮养殖场一周前的1997年3月11日，农业毛皮养殖者合作社（Agricultural Fur Breeders Co-Op）的四辆卡车被点燃。损失共计1百万美元，且该行动又一次被ALF与ELF认领。
ELF通过其自己的行动，声誉蒸蒸日上，在1998年6月21日，华盛顿州奥林匹亚市附近的美国林业局野生生物研究中心起火，而在2月2日，新泽西州的建筑机械则受到大量破坏，被刷上了“生态保卫”（Eco-Defense）和“地球解放”的字样。这两起行动都由ALF与ELF联名认领，且造成的损失据估计是到当时为止最严重的之一，达190万美元。提出同样声明的还有7月3日的偷盗案，当时，威斯康星州麦迪逊市一个参与实验研究的毛皮养殖场有310只动物被带走。

### 行动
动物解放阵线行动年表：2000年-2004年和2005年至今
由ALF和ELF两者联合认领的行动在全球各处涌现，几乎和ELF差不多了，它们使来自ALF及其他运动的更多行动主义者开始逐渐参与进来；相信“保卫地球母亲，决不妥协”这句20世纪80年代使用并流行的地球优先！口号。
除此之外，同ALF相比较而言，近年来很少有向媒体或ELF新闻办公室发布的通告。这很大程度上因为，ELF的风格就是不太会去报告他们的行动，甚至也很少给他们的目标留言，对他们被袭的原因只字不提。

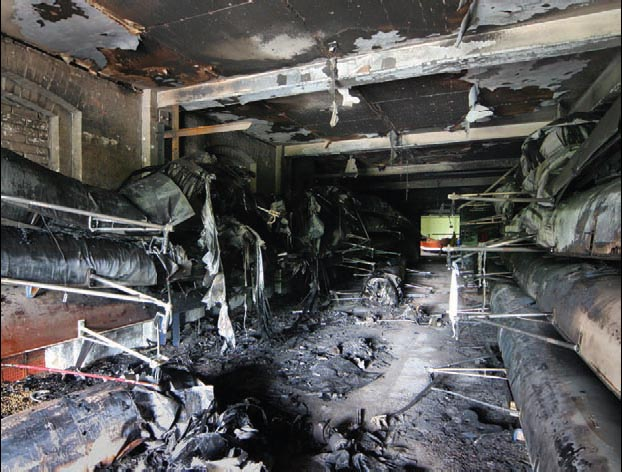
一个ALF细胞——牛津纵火小队于2005年7月4日放的火，给牛津郡的长桥船库（Londbridges boathouse）造成了£500,000的损失。

ALF与ELF的联合行动依然继续着，但最近一连串共同认领的纵火中被昭示天下的一件还是在2002年11月，当时行动主义者给《咬回去》（Bite Back）和ELF新闻办公室都送去了一份通告，宣称为敏德克兄弟毛皮养殖场（Mindek Brothers Fur Farm）纵火案负责。在一篇新闻公报中，这些团体陈述了他们行动的缘由：
|  | 来自ALF与ELF的细胞同心协力，粉碎了这饲养设备，因为它的任务就是每年有条不紊地折磨和屠杀数以千计的无辜生灵——动物，它们具有与家养宠物同样复杂的情感/生理特征，却还是被全然拒绝给予适当的关心，并被禁锢在狭小的铁丝笼子里悲惨地“生存”着，小到连转个身不够。 |

## 通俗文化中的ELF
- 民间音乐家戴维·罗维克斯（David Rovics）唱支歌献给ELF，名称是“为地球解放阵线而歌”（Song for the Earth Liberation Front）。[84]
- 迈克尔·克莱顿出版于2004年的小说《恐惧状态》中，有个根据地球解放阵线来写的虚构的团体，名字叫(环境解放阵线)，是主要的反面角色。
- 尼古拉斯·埃文斯（Nicholas Evans）的小说《分裂》（The Divide）中，有一个主人公参与了ELF活动。

## 批评
联邦调查局（FBI）将ELF认定为“生态恐怖分子”。后来成为美国众议院森林与森林健康小组委员会（Subcommittee on Forests and Forest Health）主任的众议员斯科特·麦金尼斯（Scott McInnis）传唤了克雷格·罗斯布劳（Craig Rosebraugh），试图调查ELF的活动。听到罗斯布劳的证言后，麦金尼斯提出，无人死于ELF（或ALF）的任何一次袭击，这实属“幸运”。
尽管该运动有着无领袖的性质，但FBI却说行动主义者罗德·科罗纳多（Rod Coronado）是ELF在美国的“一名全国领导人”，而科罗纳多则自称是一名“非官方的ELF发言人”。
谈到地球解放阵线和动物解放阵线的时候，烟酒枪炮及爆裂物管理局（ATF）的副助理主管卡森·卡罗尔（Carson Carrol）说：“对执法和类似的私人企业来说，最令人不安的趋势是，这些运动越来越乐意诉诸纵火和爆炸装置的使用。”2005年，FBI宣布，ELF是美国国内恐怖主义中的顶级威胁，要为超过1,200起、总计财产损失达上千万美元的“犯罪事件”负责。美国国土安全部认定，动物解放阵线和地球解放阵线是对国家最重大的威胁。
也有人声称ELF的行动伤害了环境，ELF于1998年为抗议扩张计划而用燃烧弹攻击的韦尔滑雪场（Vail Ski Resort）的一名发言人辩解说：“用于重建滑雪场的木头比[原来的]扩张所砍的还多”。2001年，ELF瞄准了西雅图华盛顿大学的城市园艺学中心（Center for Urban Horticulture），正是要干扰基因工程的研究。可是，被当成靶子的研究者正在研究杨树的杂交，而所引起的大火却杀死了相当数量的濒危植物。
ELF还在时事评论者伯纳德·戈德堡（Bernard Goldberg）的书《正在搞乱美国的100个人》（100 People Who Are Screwing Up America）中被提及，是位列第23的“美国无名恐怖分子”（The Unknown American Terrorist）。他们上榜了，并因毁坏财物和以拯救环境的名义表现得像个恐怖团体而受到刁难。

## 延伸阅读
- Steven Best与Anthony J. Nocella．燎起一场革命：捍卫地球的声音（Igniting a Revolution: Voices in Defense of the Earth），AK Press，2006年．ISBN 1-904859-56-9
- Leslie Pickering．地球解放阵线：1997年-2002年（Earth Liberation Front: 1997-2002），Arissa Media Group，2006年．ISBN 0-9742884-0-3
- Craig Rosebraugh．垂死星球燃烧的怒火：为地球解放阵线辩护（Burning Rage of a Dying Planet: Speaking for the Earth Liberation Front），Lantern Books，2004年．ISBN 1-59056-064-7

## 中文媒体的相关报道
- . 中新网. 2003-08-23  [2009-07-09]. （原始内容存档于2007-07-11）.
- 钟和. . 扬子晚报. 2003-08-25  [2009-07-09]. （原始内容存档于2016-03-04）.
- 孙玉庆. . 中国日报网站. 2004-03-16  [2009-07-09]. （原始内容存档于2016-03-16）.
- . 新华网. 2004-06-12  [2009-07-09]. （原始内容存档于2004-06-17）.
- （繁體中文）俞揚. . 香港文匯報. 2004-06-16  [2009-07-09]. （原始内容存档于2020-08-21）.
- 王增丽. . 北京青年报. 2005-05-20  [2009-07-09]. （原始内容存档于2016-03-04）.
- . 新华网. 2006-01-21  [2009-07-09]. （原始内容存档于2007-09-15）.
- 新华社. . 新华网. 2008-03-05  [2009-07-09]. （原始内容存档于2008-10-10）.
- 李嘉. . 环球在线 (中国日报). 2008-03-05  [2009-07-09]. （原始内容存档于2016-03-05）.
- 郭爽. . 央视网（来源：北京青年报，也可能出自沈阳日报） (新华社特稿). 2008-03-12  [2009-07-09]. （原始内容存档于2016-03-05）.
- 郭爽. . 新华网. 2008-03-13  [2009-07-09]. （原始内容存档于2013-04-28）.
- 李贝卡. . 中国青年报 (北京). 2008-03-15  [2009-07-09]. （原始内容存档于2022-03-27）.